# Joana Zimmer
Joana Zimmer (* 27. Oktober 1982 in Freiburg im Breisgau) ist eine deutsche Sängerin.

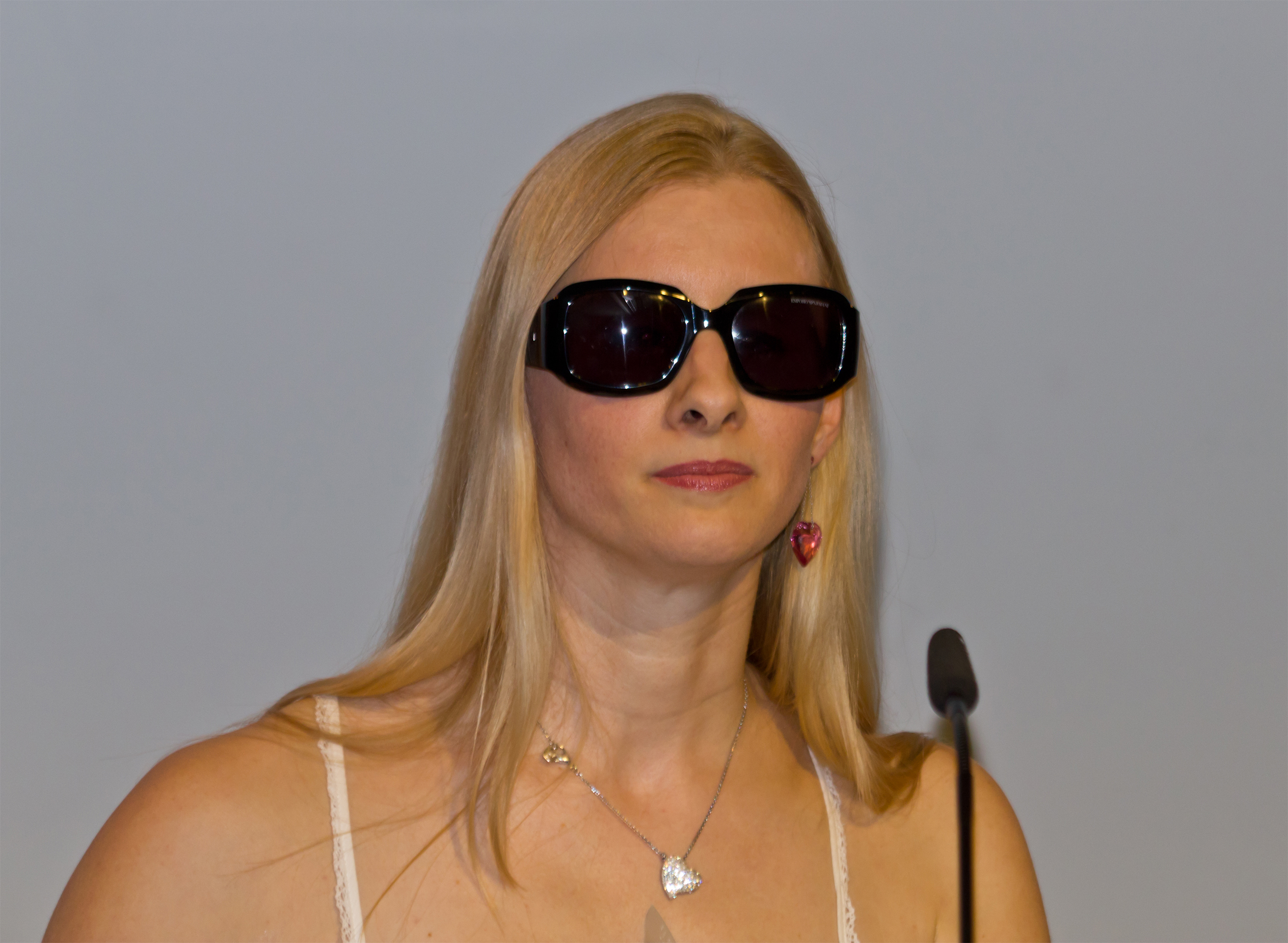
Joana Zimmer (2013)

## Leben
Joana Zimmer, die von Geburt an blind ist, lebte mit ihrer Familie in den Vereinigten Staaten und im Vereinigten Königreich. Im Alter von vier Jahren kehrte sie mit ihrer Familie nach Deutschland zurück. Ihr Abitur machte sie 1999 an der Brandenburgischen Schule für Blinde und Sehbehinderte in Königs Wusterhausen.
Mit 15 Jahren trat Zimmer in Jazzclubs in Berlin auf. Mit einer Demoaufnahme bewarb sie sich bei Plattenstudios und kam bei Universal Music unter Vertrag. Im Frühjahr 2005 kam mit I Believe (Give a Little Bit) ihre Debütsingle heraus, mit der sie sich in mehreren Ländern in den Hitparaden platzieren konnte. Ihre Cover-Version eines Hits von Marcella Detroit aus dem Jahr 1993 erreichte im Mai 2005 Platz zwei der deutschen Singlecharts. Für ihr Debütalbum My Innermost steuerten u. a. bekannte Produzenten und Liederschreiber wie Burt Bacharach, Andreas Carlsson, Gary Barlow, Dietmar Kawohl und Nik Kershaw Songs bei. Die zweite Single, I’ve Learned to Walk Alone, erschien am 29. August 2005 und erreichte Platz 38 der Singlecharts. Ihre dritte Single, Let’s Make History, stammt aus der Feder von Team3. Die Ballade ist ein Duett mit dem Latin-Sänger David Bisbal und erreichte Platz 53 der deutschen Singlecharts.
Auf der im Jahr 2006 erschienenen CD Come Together – a tribute to Bravo interpretiert sie den Art-Garfunkel-Hit Bright Eyes. Für die im November 2006 gestartete ARD-Telenovela Rote Rosen singt sie das Titellied This Is My Life.
Das zweite Album, The Voice in Me, erschien am 29. Dezember 2006. Produziert wurde es, wie das erste Album, in den LaCarr Studios in Stockholm von Nick Nice und Pontus Söderqvist. Es entstand ebenfalls unter dem Einfluss bekannter Songwriter wie Desmond Child, Rick Nowels, Marjorie Maye & Andy Marvel, Richard „Biff“ Stanard und Alex Geringas.
Am 30. Mai 2008 erschien das dritte Album unter dem Titel Showtime. Darauf interpretiert Joana Zimmer ihre Lieblingslieder aus den 1970ern und 1980ern. Titel von Billy Joel bis George Michael wurden von Produzenten wie Brio Taliaferro (Sugababes, James Blunt), Pete Kirtley (Mutya Buena, Monrose) und Valicon (Silbermond) neu arrangiert. Sie hat Titel zusammen mit Xavier Naidoo, Stefan Gwildis und Boyz II Men aufgenommen. Das Album wurde in London und Berlin produziert. Lieder aus dem neuen Album wurden live auf fünf Benefizkonzerten (bis Oktober 2008) für die Christoffel-Blindenmission vorgestellt. Am 25. Oktober sang sie zudem auf dem Berliner Flughafen Tempelhof bei der Benefizgala „Bye bye Tempelhof“ zugunsten des Vereins „Kinderleben e. V.“
Im Jahr 2009 war Joana Zimmer bei Liveauftritten in Deutschland zu erleben. Am 23. August trat sie beim Fantastival in Dinslaken zusammen mit dem Ahn-Trio auf, am 29. August war sie beim Louis-Braille-Festival in Hannover zu erleben.
Ab Mai 2009 pendelte sie zwischen Berlin, New York und Los Angeles um ihr viertes Album aufzunehmen. Unter anderem lebte sie im Frühling sechs Wochen im Haus von Marcella Detroit, sowie mehrere Monate in Nashville, um an neuen Songs zu arbeiten. Toby Gad und Diane Warren schickten ihr Songs, die sie im September 2009 in New York aufnahm. Außerdem arbeitete sie in New York an den Aufnahmen für den Song Lost in the Crowd, den Titelsong eines Films. Im Oktober drehte sie einen Gastauftritt in der Telenovela Rote Rosen ab. Im April 2010 war sie ein weiteres Mal in der Serie zu sehen und stellte dabei auch ihre Single Till You’re Gone vor, die Mitte Juni 2010 erschien. Zimmers Album Miss JZ erschien am 25. Juni 2010 bei Edel Records.
In der ARD-Doku-Soap Verrückt nach Meer ist die Sängerin gegen Ende der zweiten Staffel in einigen Folgen zu sehen. Im Jahr 2012 nahm Joana Zimmer an der RTL-Sendung Let’s Dance als Kandidatin teil, wo sie in der 9. Show im Viertelfinale ausschied. Ihr Profi-Tanzpartner war Christian Polanc.
Im März 2012 wurde ihr Album Not Looking Back veröffentlicht. Die erste Single daraus hatte ihre Premiere in der ultimativen Chartshow und ist eine Coverversion von Bryan Adams’ Everything I Do. Im Frühjahr 2022 trat Zimmer in der deutschen Version von The Masked Singer als „Galax’Sis“ auf und wurde in der vierten Folge demaskiert. Im gleichen Jahr erschien ihr Song Just Hold Me Now.
Neben ihrer Tätigkeit als Sängerin stand Zimmer auch als Model auf dem Laufsteg. Sie ist außerdem Botschafterin der CBM. Joana Zimmer hat einen Sohn. Im Jahr 2004 nahm sie am Berlin-Marathon teil.

## Diskografie

### Studioalben
| Jahr | Titel                                  | Höchstplatzierung, Gesamtwochen, AuszeichnungChartplatzierungen (Jahr, Titel, Platzierungen, Wochen, Auszeichnungen, Anmerkungen) | Höchstplatzierung, Gesamtwochen, AuszeichnungChartplatzierungen (Jahr, Titel, Platzierungen, Wochen, Auszeichnungen, Anmerkungen) | Höchstplatzierung, Gesamtwochen, AuszeichnungChartplatzierungen (Jahr, Titel, Platzierungen, Wochen, Auszeichnungen, Anmerkungen) | Anmerkungen                                |
| Jahr | Titel                                  | DE | AT | CH | Anmerkungen                                |
| ---- | -------------------------------------- | --- | --- | --- | ------------------------------------------ |
| 1999 | Pieces of Dreams – Live at the A Trane | — | — | — | Erstveröffentlichung: 1999 Eigenproduktion |
| 2005 | My Innermost                           | DE5 Gold · (29 Wo.)DE | AT25 (14 Wo.)AT | CH13 (22 Wo.)CH | Erstveröffentlichung: 30. Mai 2005         |
| 2006 | The Voice in Me                        | DE22 (7 Wo.)DE | AT51 (3 Wo.)AT | CH25 (5 Wo.)CH | Erstveröffentlichung: 29. Dezember 2006    |
| 2008 | Showtime                               | — | — | — | Erstveröffentlichung: 30. Mai 2008         |
| 2010 | Miss JZ                                | — | — | — | Erstveröffentlichung: 25. Juni 2010        |
| 2012 | Not Looking Back                       | — | — | — | Erstveröffentlichung: 9. März 2012         |

### Singles
| Jahr | Titel Album                                    | Höchstplatzierung, Gesamtwochen, AuszeichnungChartplatzierungen (Jahr, Titel, Album, Platzierungen, Wochen, Auszeichnungen, Anmerkungen) | Höchstplatzierung, Gesamtwochen, AuszeichnungChartplatzierungen (Jahr, Titel, Album, Platzierungen, Wochen, Auszeichnungen, Anmerkungen) | Höchstplatzierung, Gesamtwochen, AuszeichnungChartplatzierungen (Jahr, Titel, Album, Platzierungen, Wochen, Auszeichnungen, Anmerkungen) | Anmerkungen                                                             |
| Jahr | Titel Album                                    | DE | AT | CH | Anmerkungen                                                             |
| ---- | ---------------------------------------------- | --- | --- | --- | ----------------------------------------------------------------------- |
| 2005 | I Believe (Give a Little Bit …) My Innermost   | DE2 Gold · (22 Wo.)DE | AT6 (26 Wo.)AT | CH13 (31 Wo.)CH | Erstveröffentlichung: 11. April 2005                                    |
| 2005 | I’ve Learned to Walk Alone My Innermost        | DE38 (9 Wo.)DE | AT72 (3 Wo.)AT | — | Erstveröffentlichung: 2005                                              |
| 2005 | Let’s Make History David Bisbal / My Innermost | DE53 (9 Wo.)DE | — | CH45 (11 Wo.)CH | Erstveröffentlichung: 25. November 2005 David Bisbal feat. Joana Zimmer |
| 2006 | Bringing Down the Moon The Voice in Me         | DE46 (8 Wo.)DE | — | CH44 (2 Wo.)CH | Erstveröffentlichung: 15. Dezember 2006                                 |
| 2007 | If It’s Too Late The Voice in Me               | — | — | — | Erstveröffentlichung: 2007                                              |
| 2010 | Till You’re Gone Miss JZ                       | — | — | — | Erstveröffentlichung: 2010                                              |
| 2010 | Move Ya Body Miss JZ                           | — | — | — | Erstveröffentlichung: 2010 feat. Double-A                               |
| 2011 | Love Don’t Have a Pulse Miss JZ                | — | — | — | Erstveröffentlichung: 2011                                              |
| 2011 | Tempted by Your Touch Miss JZ                  | — | — | — | Erstveröffentlichung: 2011                                              |
| 2012 | Everything I Do Not Looking Back               | — | — | — | Erstveröffentlichung: 2012                                              |

### Sampler / Soundtracks
- Diamonds Are Forever (bei RTL: MovieMANIA)
- Bright Eyes (auf der CD Come Together – a tribute to Bravo / 29. September 2006)
- This Is My Life, Titelsong zur Telenovela Rote Rosen (auf der Single Bringing Down the Moon und dem Album The Voice in Me sowie dem Soundtrack zu „Rote Rosen“)
- Lost in the Crowd, Titelsong zum gleichnamigen Dokumentationsfilm, der auf der Berlinale 2010 Premiere hatte.
- So Much More, offizieller Song der Kampagne „Because I’m a Girl“ von Plan International und der Zeitschrift Brigitte.